# Annie Pelletier
Pour les articles homonymes, voir Pelletier.
Annie Pelletier, née le 22 décembre 1973 à Montréal, est une plongeuse québécoise. Elle a gagné la médaille de bronze au tremplin de trois mètres lors des Jeux olympiques d'été de 1996.

## Biographie
Née à Montréal-Nord, elle grandit à Tétreaultville. Son intérêt pour l'olympisme naît dès 1976 lorsqu'elle voit l'athlète Greg Joy faire un saut olympique. Elle s'intéresse très tôt au sport. D'abord inscrite en natation à l'âge de six ans, elle passe à la gymnastique en pensant à Nadia Comăneci. Blessée pendant son adolescence, elle se remet puis découvre le plongeon le 8 juin 1987 au Complexe sportif Claude-Robillard.
Elle entreprend ses études collégiales au Collège André-Grasset et obtient son diplôme en 1994.
Membre du club aquatique de Montréal (CAMO), son premier entraîneur est Donald Dion, mais il la quitte en 1988. Elle aura ensuite pour entraîneur Michel Larouche, qui la mènera au succès aux Jeux du Canada. Devenue spécialiste du tremplin, elle est médaillée aux Jeux du Commonwealth de Victoria, aux championnats mondiaux aquatiques et aux Jeux panaméricains. Après avoir retrouvé son premier entraîneur, elle part pour Atlanta où, après un difficile début, elle est troisième sur le podium des vainqueures.
Après sa carrière olympique, elle devient commentatrice sportive à la télévision, animant entre autres La Vie est un sport dangereux sur le réseau TVA, avant de se retirer peu à peu du monde de la télévision à partir de 2005. En 2006, elle anime avec Guy Jodoin, KARV l'anti gala 2006 au Stade Olympique de Montréal pour féliciter les vedettes des jeunes.
Ses seules présences régulières à la télévision sont lorsqu'elle occupe le rôle d'analyste durant les épreuves de plongeon pour les Jeux de Sydney en 2000, les Jeux d'Athènes en 2004, les Jeux de Pékin en 2008, les Jeux de Londres en 2012 et les Jeux de Rio de Janeiro, en 2016. Elle a de plus été la porte-parole publicitaire pour le Village Vacances Valcartier jusqu'en 2012. Elle a repris son rôle de porte parole depuis 2016 pour ce même complexe.
Elle travaille depuis 2005 à la Fondation de l'athlète d'excellence du Québec et occupe le poste de directrice des communications. Elle est aussi marraine des Olympiques Spéciaux depuis 1997.
Elle est intronisée au Panthéon des sports du Québec en 2008.

## Palmarès

### Jeux olympiques
- Jeux olympiques de 1996 à Atlanta (États-Unis) : 
  -  Médaille de bronze du plongeon individuel au tremplin de 3 m.

### Championnats du monde
- Championnat du monde de 1994 à Rome (Italie) :
  -  Médaille de bronze du plongeon individuel au tremplin de 1 m.

### Jeux panaméricains
- Jeux panaméricains de 1995 à Mar del Plata (Argentine) :
  -  Médaille d'or du plongeon individuel au tremplin de 3 m.
  -  Médaille d'argent du plongeon individuel au tremplin de 1 m.

### Jeux du Commonwealth
- Jeux du Commonwealth de 1994 à Victoria (Canada) :
  -  Médaille d'or du plongeon individuel au tremplin de 1 m.
  -  Médaille d'or du plongeon individuel au tremplin de 3 m.